# Agailjhara
Agailjhara (en bengali : আগৈলঝারা) est une upazila du Bangladesh dans le district de Barisal. En 1991, on y dénombrait 147 343 habitants.